# 斯图尔特·卡拉瑟斯
斯图尔特·卡拉瑟斯（英語：Stuart Carruthers，1970年3月31日—），澳大利亚男子曲棍球运动员。他曾代表澳大利亚参加1996年夏季奥林匹克运动会曲棍球比赛，获得一枚铜牌。

## 家庭
妻子莉萨·卡拉瑟斯。妻妹卡特里娜·鲍威尔。